# Abbott Rock
Abbott Rock é uma comunidade localizada em Terra Nova e Labrador, Canadá.